# Ferdinando Gonzaga
Ferdinando Gonzaga, född 1587, död 1626, var en monark (hertig) av Mantua från 1612 till 1626.